# Calciatori della nazionale est-timorese
In questa lista sono raccolti i calciatori che hanno rappresentato in almeno una partita la Nazionale est-timorese.
Statistiche aggiornate al 30 settembre 2020.
| Nome                         | Presenze | Reti | Esordio | Ultima partita |
| ---------------------------- | -------- | ---- | ------- | -------------- |
| Patrick Fabiano              | 9        | 2    | 2014    | 2015           |
| Anggisu Barbosa              | 30       | 4    | 2008    | 2016           |
| Felipe Bertoldo              | 5        | 1    | 2014    | 2015           |
| Afonso Carson                | 1        | 0    | 2011    | 2011           |
| Paulo César da Silva Martins | 7        | 0    | 2014    | 2015           |
| Cácio Souza                  | 5        | 0    | 2014    | 2014           |
| Alfredo Esteves              | 8        | 1    | 2004    | 2008           |
| João Pedro da Silva Freitas  | 8        | 2    | 2018    | 2019           |
| Rufino Gama                  | 18       | 7    | 2016    | 2019           |
| Jose Guterres                | 8        | 0    | 2015    | 2018           |
| Paulo Helber                 | 10       | 0    | 2012    | 2016           |
| Raul Isac                    | 7        | 0    | 2011    | 2012           |
| Eduardo Pereira              | 4        | 0    | 2004    | 2007           |
| José João Pereira            | 15       | 2    | 2004    | 2011           |
| Murilo de Almeida            | 8        | 6    | 2012    | 2014           |
| Wellington Rocha             | 5        | 0    | 2012    | 2012           |
| Diogo Rangel                 | 17       | 0    | 2012    | 2016           |
| Nelson Sarmento              | 18       | 1    | 2016    | 2019           |
| Ervino Soares                | 2        | 0    | 2015    | 2016           |
| Rodrigo Souza Silva          | 9        | 1    | 2014    | 2015           |